# Distrito de Sagar
Sagar (en hindi; सागर जिला) es un distrito de la India en el estado de Madhya Pradesh. Código ISO: IN.MP.SG.
Comprende una superficie de 10 252 km².
El centro administrativo es la ciudad de Sagar. Dentro del distrito se encuentra la localidad de Garhakota.

## Demografía
Según censo 2011 contaba con una población total de 2 378 295 habitantes, de los cuales 1 124 044 eran mujeres y 1 254 251 varones.